# Justus
Justus  ist ein männlicher Vorname und Nachname.

## Herkunft und Bedeutung
Der Name Justus stammt aus dem Lateinischen von iustus und bedeutet „der Gerechte“. Im Zusammenhang mit dem Humanismus, als Namen häufig latinisiert wurden, war er vor allem in der frühen Neuzeit (auch für Justinus) weit verbreitet.

## Varianten
- Justin
- Spanisch: Justo
- Italienisch: Giusto
- Iustus
- Yustus

Die weibliche Form des Namens ist Justine. Die Kurzform Just ist vor allem als Nachname zu finden.

## Namenstag
Der Namenstag wird im katholischen Heiligenkalender mit dem 18. Oktober (Justus von Beauvais) oder dem 10. November (Justus von Canterbury) angegeben.

## Namensträger

### Einzelname
- Justus (277–287), christlicher Märtyrer
- Justus von Alexandria († um 129), Bischof von Alexandria
- Justus von Canterbury († 627), Erzbischof
- Justus von Lyon, Bischof von Lyon im späten 4. Jahrhundert, Heiliger
- Justus von Madrid (295–305), christlicher Märtyrer, siehe Justus und Pastor
- Justus von Tiberias (fl. 1. Jh.), römischer Historiker
- Justus von Triest († um 303), christlicher Märtyrer und Schutzpatron von Triest
- Joseph Barsabbas, genannt „Justus“ (‚der Gerechte‘), früher Christ, der im Neuen Testament genannt wird

### Vorname
- Justus Dahinden (1925–2020), Schweizer Architekt
- Justus von Dohnányi (* 1960), deutscher Schauspieler und Regisseur
- Justus Falckner (1672–1723), deutsch-amerikanischer Pastor
- Justus Flohr (1855–1933), deutscher Ingenieur
- Justus Frantz (* 1944), deutscher Pianist und Dirigent
- Justus ǁGaroëb (* 1942), namibischer Politiker (UDF)
- Justus von Gruner (1777–1820), königlich preußischer Geheimer Staatsrat, Staatsmann und Buchautor
- Justus Henry Christian Helmuth (1745–1825), deutsch-amerikanischer Theologe
- Justus Jonas der Ältere (1493–1555), deutscher Jurist, Humanist, Theologe und Reformator
- Justus Jonas der Jüngere (1525–1567), deutscher Theologe und Politiker
- Justus Kammerer (* 1997), deutscher Schauspieler
- Justus Krümpelmann (1935–2018), deutscher Rechtswissenschaftler
- Justus von Liebig (1803–1873), deutscher Chemiker
- Justus Lipsius (1547–1606), niederländischer Rechtsphilosoph und Philologe
- Justus Möser (1720–1794), deutscher Jurist, Staatsmann, Literat und Historiker
- Justus Pfaue (1942–2014), deutscher Schriftsteller und Drehbuchautor
- Justus Rosenberg (1921–2021), US-amerikanischer Linguist und Literaturwissenschaftler
- Justus Siebein (1750–1812), bayerischer General der napoleonischen Epoche
- Justus Sieber (1628–1695), deutscher evangelischer Theologe, Philologe, Psalmdichter und Verfasser geistlicher Lyrik und Prosa

### Familienname
- Friedrich Justus (1722–1784), deutscher Tabakkaufmann
- Johannes Justus von Landsberg (um 1490–1539), deutscher Karthäuser, Autor und Herausgeber
- Johannes Justus (* 1957), deutscher Geistlicher und amtierender Präses des Bundes Freikirchlicher Pfingstgemeinden (BFP)
- Julian Justus (* 1988), deutscher Sportschütze
- Klaus-Peter Justus (* 1951), deutscher Leichtathlet
- Steffen Justus (* 1982), deutscher Triathlet

### Herrschername
- Negus, das ist Kaiser Yostos von Äthiopien (1711–1716)

### Römischer Name
- Gaius Curtius Iustus, römischer Konsul 150
- Lucius Augustius Iustus, römischer Offizier (Kaiserzeit)
- Lucius Cestius Gallus Cerrinius Iustus Lutatius Natalis, römischer Statthalter
- Lucius Cocceius Iustus, römischer Statthalter (Kaiserzeit)
- Lucius Fabius Iustus, Suffektkonsul 102
- Marcus Aurelius Iustus, römischer Centurio (Kaiserzeit)
- Publius Claudius Iustus, römischer Offizier (Kaiserzeit)
- Quintus Pisentius Iustus, Angehöriger des römischen Ritterstandes (Kaiserzeit)
- Tiberius Claudius Iustus, römischer Offizier (Kaiserzeit)
- Tullius Iustus, römischer Statthalter

### Pseudonym
- Th. Justus, Pseudonym von Theodore Zedelius (1834–1905) deutsche Schriftstellerin
- Justus (Rapper) (Double J; * 1977), deutscher Rapper

### Fiktive Figuren
- Dr. Johann Bökh, genannt „Justus“ („der Gerechte“), Hauslehrer im Kinderroman Das fliegende Klassenzimmer von Erich Kästner
- Justus Jupiter Jonas, Hauptfigur in der Jugendbuchserie Die drei ???

### Himmelskörper
- (2799) Justus, nach Justus Cramer benannter Asteroid